# DSA-461
La DSA-461 es una carretera perteneciente a la Red Secundaria de la Diputación Provincial de Salamanca que une las localidades de Cerralbo y San Felices de los Gallegos.
También pasa por la localidad de Olmedo de Camaces.

## Recorrido
La carretera DSA-461 tiene su origen en Cerralbo en la intersección con la carretera CL-517, y termina en el casco urbano de San Felices de los Gallegos, formando parte de la Red de carreteras de Salamanca.

### Tramo Cerralbo - Olmedo de Camaces
| Cerralbo (Intersección con ) - Olmedo de Camaces (Intersección con ) | Cerralbo (Intersección con ) - Olmedo de Camaces (Intersección con ) | Cerralbo (Intersección con ) - Olmedo de Camaces (Intersección con ) | Cerralbo (Intersección con ) - Olmedo de Camaces (Intersección con ) | Cerralbo (Intersección con ) - Olmedo de Camaces (Intersección con ) | Cerralbo (Intersección con ) - Olmedo de Camaces (Intersección con ) | Cerralbo (Intersección con ) - Olmedo de Camaces (Intersección con ) | Cerralbo (Intersección con ) - Olmedo de Camaces (Intersección con ) | Cerralbo (Intersección con ) - Olmedo de Camaces (Intersección con ) | Cerralbo (Intersección con ) - Olmedo de Camaces (Intersección con ) | Cerralbo (Intersección con ) - Olmedo de Camaces (Intersección con ) |
| Esquema                                                              | PK                                                                   | Sentido San Felices de los Gallegos                                  | Sentido San Felices de los Gallegos                                  | Sentido San Felices de los Gallegos                                  | Sentido San Felices de los Gallegos                                  | Sentido Cerralbo                                                     | Sentido Cerralbo                                                     | Sentido Cerralbo                                                     | Sentido Cerralbo                                                     | Incidencias                                                          |
| Esquema                                                              | PK                                                                   | Velocidad                                                            | Elemento                                                             | Salida                                                               | Salida                                                               | Salida                                                               | Salida                                                               | Elemento                                                             | Velocidad                                                            | Incidencias                                                          |
| Esquema                                                              | PK                                                                   | Velocidad                                                            | Elemento                                                             | Dir.                                                                 | Nombre                                                               | Nombre                                                               | Dir.                                                                 | Elemento                                                             | Velocidad                                                            | Incidencias                                                          |
| -------------------------------------------------------------------- | -------------------------------------------------------------------- | -------------------------------------------------------------------- | -------------------------------------------------------------------- | -------------------------------------------------------------------- | -------------------------------------------------------------------- | -------------------------------------------------------------------- | -------------------------------------------------------------------- | -------------------------------------------------------------------- | -------------------------------------------------------------------- | -------------------------------------------------------------------- |
|                                                                      | 0,0                                                                  |                                                                      |                                                                      | Salamanca Vitigudino Villavieja de Yeltes                            | Salamanca Vitigudino Villavieja de Yeltes                            | Salamanca Vitigudino Villavieja de Yeltes                            |                                                                      |                                                                      |                                                                      |                                                                      |
| Lumbrales La Fregeneda                                               | 0,0                                                                  |                                                                      |                                                                      |                                                                      |                                                                      |                                                                      |                                                                      |                                                                      |                                                                      |                                                                      |
|                                                                      | 0,3                                                                  |                                                                      |                                                                      | CERRALBO                                                             | CERRALBO                                                             | CERRALBO                                                             | CERRALBO                                                             |                                                                      |                                                                      |                                                                      |
|                                                                      | 8,4                                                                  |                                                                      |                                                                      | Estación de Olmedo y Cerralbo                                        | Estación de Olmedo y Cerralbo                                        | Estación de Olmedo y Cerralbo                                        | Estación de Olmedo y Cerralbo                                        |                                                                      |                                                                      |                                                                      |
|                                                                      | 8,5                                                                  |                                                                      |                                                                      | B.I.C. Línea Férrea La Fuente de San Esteban-La Fregeneda            | B.I.C. Línea Férrea La Fuente de San Esteban-La Fregeneda            | B.I.C. Línea Férrea La Fuente de San Esteban-La Fregeneda            | B.I.C. Línea Férrea La Fuente de San Esteban-La Fregeneda            |                                                                      |                                                                      |                                                                      |
|                                                                      | 11,2                                                                 |                                                                      |                                                                      | Río Camaces                                                          | Río Camaces                                                          | Río Camaces                                                          | Río Camaces                                                          |                                                                      |                                                                      |                                                                      |
|                                                                      | 11,3                                                                 |                                                                      |                                                                      | Olmedo de Camaces (Norte)                                            | Olmedo de Camaces (Norte)                                            | Olmedo de Camaces (Norte)                                            | Olmedo de Camaces (Norte)                                            |                                                                      |                                                                      |                                                                      |
|                                                                      | 12,0                                                                 |                                                                      |                                                                      | Olmedo de Camaces (Sur)                                              | Olmedo de Camaces (Sur)                                              | Olmedo de Camaces (Sur)                                              | Olmedo de Camaces (Sur)                                              |                                                                      |                                                                      |                                                                      |
|                                                                      | 13,5                                                                 |                                                                      |                                                                      |                                                                      | Lumbrales                                                            | Lumbrales                                                            |                                                                      |                                                                      |                                                                      |                                                                      |
|                                                                      | 13,5                                                                 | Bañobárez San Felices de los Gallegos                                |                                                                      |                                                                      |                                                                      |                                                                      |                                                                      |                                                                      |                                                                      |                                                                      |
|                                                                      | 13,5                                                                 | Olmedo de Camaces Cerralbo                                           |                                                                      |                                                                      |                                                                      |                                                                      |                                                                      |                                                                      |                                                                      |                                                                      |

### Tramo Olmedo de Camaces - San Felices de los Gallegos
| Olmedo de Camaces (Intersección con ) - San Felices de los Gallegos | Olmedo de Camaces (Intersección con ) - San Felices de los Gallegos | Olmedo de Camaces (Intersección con ) - San Felices de los Gallegos | Olmedo de Camaces (Intersección con ) - San Felices de los Gallegos | Olmedo de Camaces (Intersección con ) - San Felices de los Gallegos | Olmedo de Camaces (Intersección con ) - San Felices de los Gallegos | Olmedo de Camaces (Intersección con ) - San Felices de los Gallegos | Olmedo de Camaces (Intersección con ) - San Felices de los Gallegos | Olmedo de Camaces (Intersección con ) - San Felices de los Gallegos | Olmedo de Camaces (Intersección con ) - San Felices de los Gallegos | Olmedo de Camaces (Intersección con ) - San Felices de los Gallegos |
| Esquema                                                             | PK                                                                  | Sentido San Felices de los Gallegos                                 | Sentido San Felices de los Gallegos                                 | Sentido San Felices de los Gallegos                                 | Sentido San Felices de los Gallegos                                 | Sentido Cerralbo                                                    | Sentido Cerralbo                                                    | Sentido Cerralbo                                                    | Sentido Cerralbo                                                    | Incidencias                                                         |
| Esquema                                                             | PK                                                                  | Velocidad                                                           | Elemento                                                            | Salida                                                              | Salida                                                              | Salida                                                              | Salida                                                              | Elemento                                                            | Velocidad                                                           | Incidencias                                                         |
| Esquema                                                             | PK                                                                  | Velocidad                                                           | Elemento                                                            | Dir.                                                                | Nombre                                                              | Nombre                                                              | Dir.                                                                | Elemento                                                            | Velocidad                                                           | Incidencias                                                         |
| ------------------------------------------------------------------- | ------------------------------------------------------------------- | ------------------------------------------------------------------- | ------------------------------------------------------------------- | ------------------------------------------------------------------- | ------------------------------------------------------------------- | ------------------------------------------------------------------- | ------------------------------------------------------------------- | ------------------------------------------------------------------- | ------------------------------------------------------------------- | ------------------------------------------------------------------- |
|                                                                     | 13,6                                                                |                                                                     |                                                                     |                                                                     | San Felices de los Gallegos                                         | San Felices de los Gallegos                                         |                                                                     |                                                                     |                                                                     |                                                                     |
|                                                                     | 13,6                                                                | Bañobárez                                                           |                                                                     |                                                                     |                                                                     |                                                                     |                                                                     |                                                                     |                                                                     |                                                                     |
|                                                                     | 13,6                                                                | Lumbrales Olmedo de Camaces Cerralbo                                |                                                                     |                                                                     |                                                                     |                                                                     |                                                                     |                                                                     |                                                                     |                                                                     |
|                                                                     | 19,3                                                                |                                                                     |                                                                     | SAN FELICES DE LOS GALLEGOS                                         | SAN FELICES DE LOS GALLEGOS                                         | SAN FELICES DE LOS GALLEGOS                                         | SAN FELICES DE LOS GALLEGOS                                         |                                                                     |                                                                     |                                                                     |
|                                                                     | 19,4                                                                |                                                                     |                                                                     |                                                                     | Lumbrales Salamanca                                                 | Lumbrales Salamanca                                                 |                                                                     |                                                                     |                                                                     |                                                                     |
|                                                                     | 19,4                                                                | Castillejo de Martín Viejo Ciudad Rodrigo                           |                                                                     |                                                                     |                                                                     |                                                                     |                                                                     |                                                                     |                                                                     |                                                                     |
|                                                                     | 20,310                                                              |                                                                     |                                                                     | Centro Urbano                                                       | Centro Urbano                                                       | Centro Urbano                                                       | Centro Urbano                                                       |                                                                     |                                                                     |                                                                     |